# Riad Hamdi
Riad Nasser A Hamdi, född 3 april 2004, är en saudisk taekwondoutövare.

## Karriär
Vid VM 2022 i Guadalajara tävlade Hamdi i 58 kg-klassen och blev utslagen i sextondelsfinalen av italienske Vito Dell'Aquila. Vid VM 2023 i Baku tävlade han i 54 kg-klassen och blev utslagen i kvartsfinalen av turkiske Görkem Polat. Vid asiatiska spelen 2022 i Hangzhou, som arrangerades 2023, blev Hamdi utslagen i åttondelsfinalen i 58 kg-klassen av taiwanesiske Huang Yu-xiang.
Vid asiatiska mästerskapen 2024 i Da Nang tog Hamdi guld i 54 kg-klassen efter att ha besegrat pakistanske Shahzaib Khan i finalen.